# Élections générales espagnoles de 1901
Les élections générales espagnole de 1901 sont les élections à Cortès convoquées le 19 mai 1901  au suffrage universel masculin. Il s'agit des 9es élections sous l’égide de la Constitution de 1876, les 10es de la Restauration et les dernières de la régence de Marie-Christine d'Autriche, le règne effectif d'Alphonse XIII commençant le 17 mai 1902.
Comme lors de toutes les élections de la Restauration, elles donnent la majorité au parti nouvellement nommé au gouvernement, en l’occurrence le Parti libéral, gouvernement présidé par Práxedes Mateo Sagasta. Le résultat était en effet en grande partie déterminé à l'avance (« encasillado ») grâce à la fraude électorale systématique réalisée via le réseau de caciques déployé sur tout le territoire. En effet, dans le régime politique de la Restauration, les gouvernements changeaient avant les élections et non après, comme c'est normalement le cas dans un régime parlementaire,,.

## Contexte
Sur la base du pacte du Pardo du 24 novembre 1885, le système d'alternance pacifique au pouvoir entre libéraux et conservateurs — le turno — est institué, ce qui consolide le régime de la Restauration jusqu'au début du XXe siècle.
Le 26 juin 1890, le gouvernement libéral-fusionniste avait rétabli le suffrage universel (masculin) dans le système électoral.

## Caractéristiques
Le 25 avril 1901, à la suite du processus de normalisation convenu entre les principales forces politiques, les Chambres sont dissoutes et des élections législatives sont convoquées.

## Résultats
Le taux d'abstention est inconnu et, comme c'était courant à l'époque, on suppose les résultats massivement manipulés, étant donné la victoire écrasante des libéraux dynastiques, qui obtiennent une majorité très confortable de 233 sièges afin d'exercer le gouvernement.
| Parti/Faction                    | Sièges |
| -------------------------------- | ------ |
| Libéraux et ministériels         | 233    |
| Conservateurs                    | 79     |
| Indépendants                     | 28     |
| Républicains                     | 19     |
| Gamacistas (libéraux dissidents) | 12     |
| Romeristas                       | 8      |
| Carlistes et intégristes         | 7      |
| Régionalistes                    | 6      |
| Non identifiés                   | 9      |

## Fin de la régence
Le 17 mai 1902, jour de ses 16 ans, Alphonse XIII fut déclaré majeur et assuma les fonctions constitutionnelles de chef de l'État.